# حسان عبدالله نوری
حسان عبدالله النوری (متولد ۱۹۶۰ میلادی)کاندیدای ریاست جمهوری سوریه بود. وی درگذشته دبیرکل اتاق صنایع دمشق و نمایندهٔ پارلمان در دور نهم بوده است. وی مدرک کارشناسی ارشد خود در مدیریت عمومی را از دانشگاه «ویسکانسن» آمریکا و مدرک دکترایش را از در همین رشته از دانشگاه «کندی» آمریکا دریافت کرد تا پس از آن در دانشگاه روح القدس لبنان مشغول به تدریس شود. از دیگر سمت‌های حسان عبد الله النوری ریاست دانشکده فنی و حرفه‌ای خاورمیانه و مرکز مطالعات بازاریابی و اداری MMC و مدیریت مرکز مطالعات مشاوره توسعه اداری و افزایش توانمندی‌ها معروف به MDCCB ژنو است.
وی همچنین مشاور بین‌المللی مرکز مشاوران بین‌المللی آمریکاست و وزیر مشاور در امور رشد و توسعه اداری و نیروی کار و پارلمان است. وی متاهل و دارای ۵ فرزند است.